# Mariano Michel Mercado
Mariano Michel y Mercado fue uno de los promotores del movimiento revolucionario del 25 de mayo de 1809 en Chuquisaca (actual Sucre).

## Biografía
Mariano Michel y Mercado, apodado "el Malaco", nació en Chuquisaca en las últimas décadas del siglo XVIII. Se doctoró en la Universidad Mayor Real y Pontificia San Francisco Xavier de Chuquisaca, al igual que su medio hermano, por parte de madre, el presbítero Juan Manuel Mercado, que fue consagrado sacerdote en la arquidiócesis de La Plata. 
Ambos eran del partido independentista. 
En la jornada del 25 de mayo de 1809, Michel fue uno de los principales líderes del movimiento. Para convocar al pueblo se tocó a rebato las campanas de las iglesias principales: Juan Manuel Lemoine forzó sable en mano la resistencia de los frailes del Templo de San Francisco y consiguió acceder a su campana que tocó hasta rajarse, la cual es denominada por esa razón y desde entonces "Campana de la Libertad", en tanto que el francés José Sivilat y un sirviente de Jaime de Zudáñez hicieron lo propio en la catedral. Al sonido de las campanas acudió aún más gente y Mariano Michel Mercado, trabuco en mano, envió a los jóvenes a tañer las campanas de las restantes iglesias.
Producido el movimiento del 25 de mayo, se enviaron emisarios a distintas ciudades supuestamente con el objeto de transmitir sus leales intenciones para con Fernando VII de España y llevar a cabo tareas encomendadas por la Real Audiencia de Charcas pero con la misión encubierta de fomentar los sentimientos independentistas entre los habitantes de otras ciudades.
A Cochabamba salieron primero Mariano Michel y Tomás Alzérreca. A La Paz fueron enviados en un primer momento Gregorio Jiménez y Manuel Toro, pero fracasaron en su misión, por lo que se resolvió enviar a Michel junto a su hermano Juan Manuel Mercado y al Alcalde Provincial del Cuzco, Antonio Paredes. En Sica Sica, en la ruta a La Paz, se les sumó el cura Antonio Medina, mientras Paredes seguía viaje al Cuzco. 
En La Paz encontró un ambiente favorable al proyecto de independencia y tomó parte activa de la conspiración iniciada. Un mes después de su arribo regresó a Chuquisaca, quedando en La Paz su hermano, el que tras el estallido de la revolución del 16 de julio de 1809 fue incorporado a la Junta Tuitiva de gobierno.
Tras el fracaso del movimiento, el comandante del cuerpo expedicionario mariscal Vicente Nieto le inició una causa criminal por su participación en el levantamiento, pero aparentemente logró escapar a Buenos Aires, donde se reencontraría con su hermano que condenado a diez años de prisión a cumplir en el presidio de las Filipinas, salió en dirección a Buenos Aires y producida la Revolución de Mayo fue liberado. Permaneció en las Provincias Unidas del Río de la Plata durante toda la guerra manteniendo su compromiso con la causa patriota.